# Zadórne
Zadórne (en (ucraïnès): Задорне) és un poble de la República Autònoma de Crimea a Ucraïna, que el 2014 tenia 59 habitants. Pertany al districte de Txornomórske.